# Маеда Масао

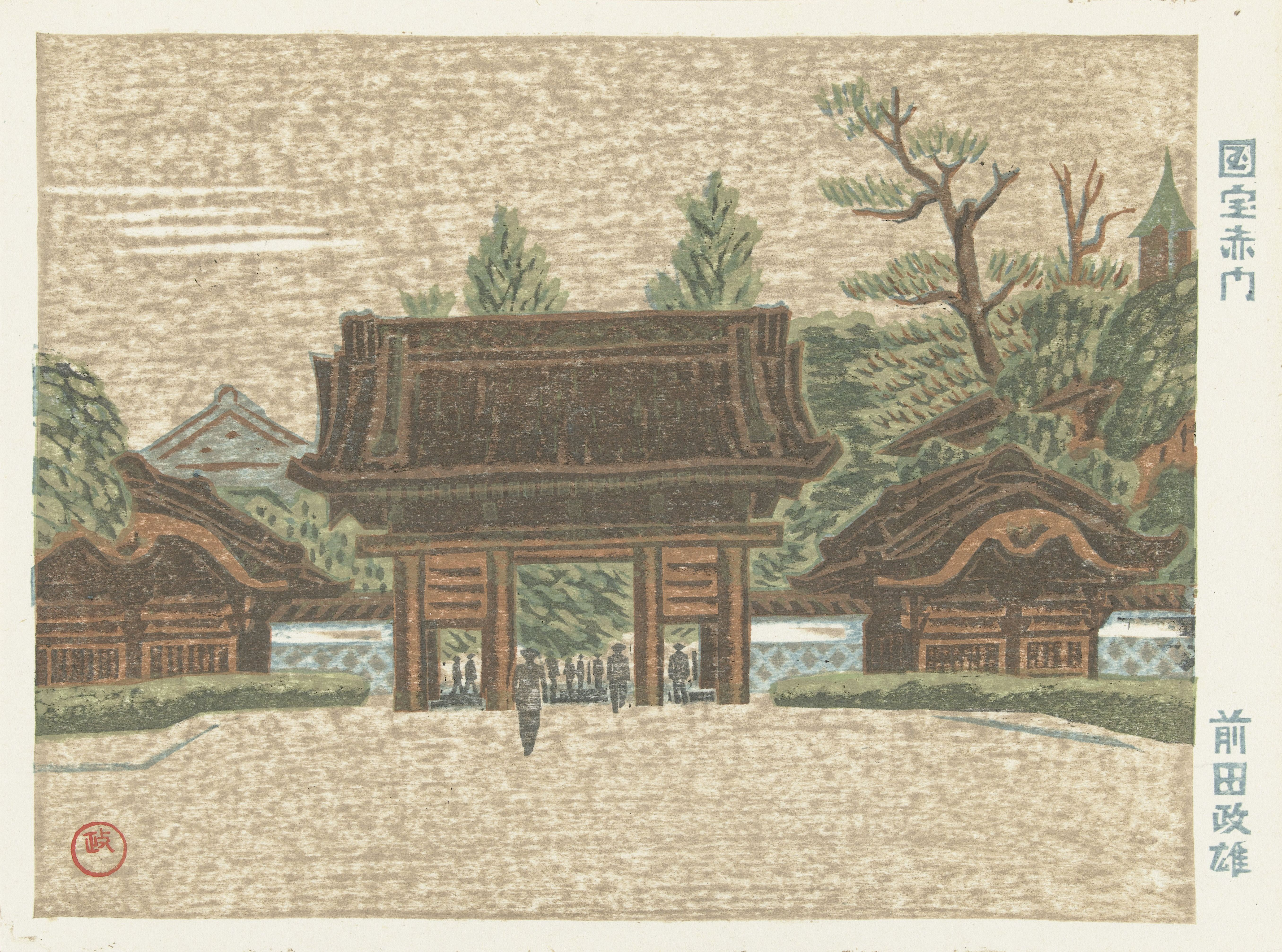
Червоні ворота Імператорського музею, Маеда Масао, 1945

Маеда Масао (前田 政雄, грудень 1904 — 27 березня 1974) — японський художник і ксилограф.
Народився у місті Хакодате, Хоккайдо. У 1923 році познайомився з Хірацука Ун'ічі, представником напряму сосаку-ханґа, з яким товаришував і співпрацював впродовж багатьох років.
У 1925 році переїхав у Токіо і вступив до приватної школи живопису під керівництвом Кавабата Ґьокушьо (川端玉章). Разом з Умехара Рюдзабуро вивчав західних митців і почав малювати олійними фарбами. Його улюбленими європейськими художниками були П'єр-Огюст Ренуар, Анрі Матісс та Жорж Брак. Також на нього справили великий вплив такі японські митці як Маекава Сенпан та Ончі Кошіро.
У 1630-х роках Маеда навчався технік ксилографічного друку і з 1940 року працював виключно як ксилограф. Відвідував зустрічі мистецького гуртка Йойоґі-ха (代々木派), які збиралися у домі Хірацука у місцевості Йойоґі (район Сібуя, Токіо). Також входив до складу «Товариства першого четверга» (一木会, Ічімокукай), засідання якого проводилися в домі Ончі Кошіро.
Маеда розробив кілька ілюстрацій для тогочасних доджінші і брав участь у спільних виданнях з іншими митцями.